# Renaixement macedoni

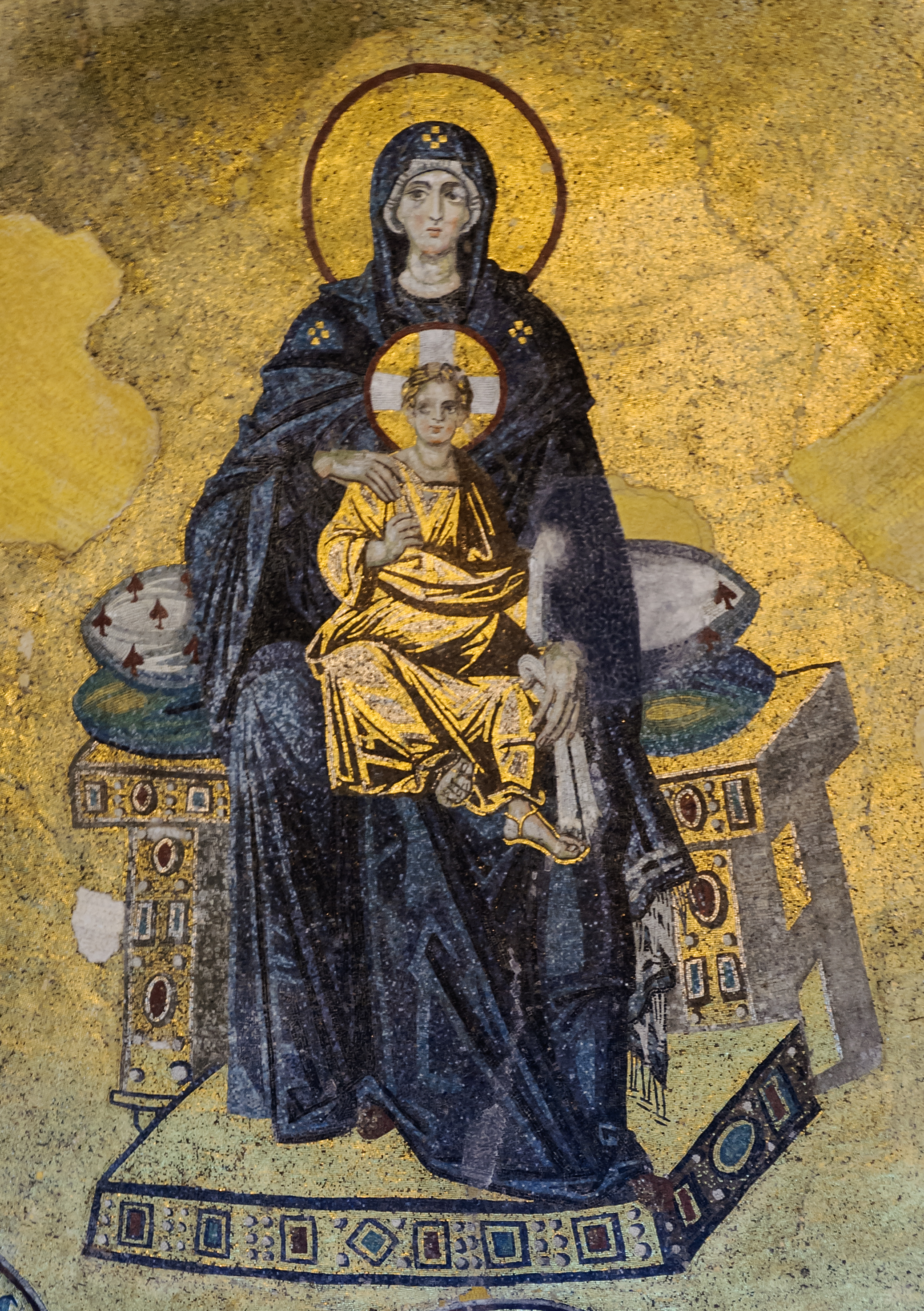
Mosaic de la Mare de Déu amb el Nen a Santa Sofia

Segons alguns autors, el renaixement macedoni fou un període durant el qual l'Imperi Romà d'Orient, governat per la dinastia macedònia (867-1056), hauria experimentat un ressorgiment de l'interès per la ciència i les lletres clàssiques i una major assimilació dels motius hel·lenístics clàssics en l'art cristià. Aquest floriment s'hauria produït en l'art, la literatura, l'arquitectura i els manuscrits. Els temes profans, juntament amb els saltiris aristocràtics i les Homilies de Sant Gregori i del monjo Jaume, n'haurien estat algunes de les temàtiques principals. Tanmateix, els autors més recents han posat en dubte la creença en aquest renaixement, que atribueixen a una interpretació obsoleta de l'evolució de l'art al llarg de la història i critiquen com a falsa analogia amb el Renaixement viscut al segle xv a Itàlia.